# 葉天倫
葉天倫（1975年5月4日—），出生於臺灣臺北市，臺灣廣告配音員、導演、男演員、編劇、主持人。

## 經歷
學生時代自創劇團、接觸配音領域，進入職場後也加入過屏風表演班跟著李國修老師學表演，當過電視節目主持人，更因聲音的多樣化，成為臺灣一線廣告配音員。
2010年，導演電影《雞排英雄》，是國片史上的另一個奇蹟，不僅有票房破億的好成績，更榮獲「美國GIFF關島國際影展——最佳劇情片」。
2011年，推出首部高畫質優質戲劇電視劇《愛。回來》，深獲好評，成功地以平實溫暖的鏡頭語言，呈現出關於族群融合而令人感動的新臺灣價值。隔年獲金鐘獎年度「最佳戲劇」等五項大獎入圍。
2012年，執導電視劇《含笑食堂》，隔年獲金鐘獎戲劇類最佳女主角獎及「最佳戲劇」、「最佳導演」...等九項大獎入圍。
2013年，執導電影《大稻埕》將臺灣本土文化注入娛樂作品中，引起話題帶動網友及各界人士熱切討論與觀影人潮，是2014年度春節檔期票房冠軍。
2016年，以制作人角色邀請北村豐晴、林孝謙、高炳權、林君陽、青蓉等國片導演一舉推出7部電視電影《台北愛情捷運系列PART 1》成績斐然，其中北投站並榮獲「美國GIFF關島國際影展——最佳劇情片」其他6部影片分別參加「釜山影展」「福岡影展」「台北電影節」「高雄影展開幕片」等影展，並在金鐘獎入圍「最佳男主角、女配角、男配角、美術、音樂」，版權銷售20多國，為影視界ㄧ次成功的結合新銳導演以ㄧ年時間共同完成的作品。
2019年，執導以大稻埕為背景的連續劇《雙城故事》首次在Netflix平台190國家播出，緊接著2018執導的1920年歷史劇《紫色大稻埕》及以花蓮為背景的連續劇《愛。回來》也一起在Netflix平台同時播出，目前Netflix平台上有3齣74小時由葉天倫執導的戲劇，在190個國家都可以看得到，算是「在地化」就是「國際化」最好的證明。

## 家庭背景
父親葉金勝，為資深廣告人，亦為知名導演。育有一子二女，葉天倫與其姊葉綺玲，其妹葉丹青。父親葉金勝從拍攝電視廣告起家，曾橫跨廣告、電視、電影。1984年大手筆投資2千萬元，拍攝由黃春明作品改編的同名電影《莎喲娜拉，再見》，並請來當紅影星鍾楚紅擔任主角。1985年投資拍攝楊青矗小說改編作品《在室女》（女主角傅娟，導演邱銘城），頗受觀眾歡迎。

## 求學生活
葉天倫在中正高中就學時期就立志考上世新大學廣播電視電影學系，並順利考取。但大學時期開始並未以成為導演為目標，而是嘗試各項領域學習，曾於課外嘗試廣播播報、劇團、演員、合唱團等，甚至曾自行規劃出版雜誌，大學四年級時的畢業製作被推選為總召，自掏腰包十幾萬導致畢業即面臨負債，但因成功將放映地點接洽至信義威秀影城之成就而頗受好評。

## 製作作品

### 製作人
- 2014年 客家電視台《在河左岸》(鍾文音 原著)
- 2015年 董氏基金會《奔跑吧獵人》
- 2017年 福斯電影台《台北愛情捷運系列-電影》
- 2019年 民視無線台《老鼠捧茶請人客》(王禎和 原著)
- 2020年 華視無線台《老姑婆的古董老菜單》
- 2020年 民視《三春記》
- 2020年 HBO《戒指流浪記》

## 導演作品

### 長篇劇集
- 2010年 東森綜合台《萌學園》
- 2011年 三立台灣台《愛。回來》
- 2013年 三立台灣台《含笑食堂》
- 2016年 三立都會台《1989一念間》
- 2016年 三立台灣台《紫色大稻埕》(原著小說：謝里法)
- 2017年 民視無線台《外鄉女系列-黑美人、第三力量》(原著小說：楊青矗)
- 2018年 Netflix《雙城故事》
- 2024年 《看看你有多愛我》

### 長篇電影
- 2011年《雞排英雄》
- 2014年《大稻埕》
- 2017年《西城童話》
- 2023年《詐團圓》

### 短篇電影
- 2012年 董氏基金會《請。聽》
- 2012年 愛盲《點亮愛》
- 2012年 曼秀雷敦《蛙式女孩》
- 2012年 法鼓山《心六倫》
- 2012年 客家委員會《客家好愛你》
- 2013年 信義房屋《信任心城市》

### 舞台劇
- 2023年 陳亞蘭歌仔戲《嘉慶君遊台灣》飾演 魏貴妃
- 2000年 屏風表演班《京戲啟示錄》

### MV
- 2012年 品冠《再來一杯》

## 演出作品

### 電視劇
- 1998年 民視 台灣作家劇場 - 在室男 飾 獅鼻
- 1998年 民視 台灣作家劇場 - 結婚 飾 高志遠
- 1998年 民視 台灣作家劇場 - 天馬茶房 飾 有西
- 2000年 台視無線台《兩隻老虎》(王禎和 原著)
- 2001年 台視無線台《搖滾莎士》
- 2003年 大愛台《大愛一條街》《望海》
- 2005年 民視無線台《浪淘沙》(東方白 原著)
- 2005年 公視無線台《作家身影—吳濁流傳》《烈日灼身》
- 2006年 衛視中文台《天使情人》
- 2008年 大愛台《矽谷阿嬤》
- 2010年 華視無線台《熊貓人》
- 2019年 華視無線台《俗女養成記》
- 2020年 HBO Asia《戒指流浪記》
- 2021年 大愛台《姊姊向前衝》
- 2024年 華視無線台《勇氣家族》飾 製作人

### 電影
- 1999年《天馬茶房》
- 2006年《一夜》
- 2008年《一八九五》(李喬 原著)
- 2011年《電哪吒》
- 2016年《愛情算不算》

### 配音
- 衛視中文台廣告詞「你現在收看的是衛視中文台」

## 主持作品
- 2003年 民視無線台《台語嗄嗄叫》

## 編導作品
- 2002年 八大電視台《愛上音樂的故事》

## 戲劇指導
- 2010年 東森電視台《萌學園之萌騎士傳奇》

## 獎項

### 電視金鐘獎
| 年份 | 獲提名         | 獎項                       | 結果 |
| ---- | -------------- | -------------------------- | ---- |
| 2003 | 《台語嘎嘎叫》 | 第38屆金鐘獎兒童節目主持人 | 提名 |
| 2013 | 《含笑食堂》   | 第48屆金鐘獎戲劇節目導演獎 | 提名 |
| 2019 | 《雙城故事》   | 第54屆金鐘獎戲劇節目編劇獎 | 提名 |
| 2019 | 《雙城故事》   | 第54屆金鐘獎戲劇節目導演獎 | 提名 |

### 新加坡亞洲影視大賞
| 年份   | 獲提名                     | 獎項                          | 結果 |
| ------ | -------------------------- | ----------------------------- | ---- |
| 2016年 | 連續劇《紫色大稻埕》       | 新加坡亞洲影視大賞 導演       | 提名 |
| 2017年 | 迷你劇《外鄉女系列黑美人》 | 新加坡亞洲影視大賞 導演、編劇 | 提名 |